# Soyopa
Soyopa (Yaqui: „pământ fierbinte”) este un municipiu în statul Sonora, Mexic.
1. ↑  Institutul național de statistică, geografie și informatică
2. ↑   https://micodigopostal.org/sonora/soyopa/ Lipsește sau este vid: |title= (ajutor)